# Ренан (Во)
Ренан (фр. Renens) — місто  в Швейцарії в франкомовному кантоні Во, округ Лозанна-Захід, межує з Лозанною.

## Географія
Місто розташоване на відстані близько 80 км на південний захід від Берна, 4 км на захід від Лозанни.
Ренан має площу 3 км², з яких на 94,2% дозволяється будівництво (житлове та будівництво доріг), 3,4% використовуються в сільськогосподарських цілях, 2,4% зайнято лісами, 0% не є продуктивними (річки, льодовики або гори).

## Історія
Перша згадка про Ренан відноситься до 896 року. У 1798 року входив до кантону Женева, в 1803 році увійшов до кантону Во. У 1940 році Ренон піддався бомбардуванню англійців.

## Демографія
2019 року в місті мешкало 20 886 осіб (+6,5% порівняно з 2010 роком), іноземців було 49,9%. Густота населення становила 7080 осіб/км².
За віковим діапазоном населення розподілялося таким чином: 21,3% — особи молодші 20 років, 64,2% — особи у віці 20—64 років, 14,5% — особи у віці 65 років та старші. Було 9460 помешкань (у середньому 2,2 особи в помешканні).
Із загальної кількості 13 691 працюючого 29 було зайнятих в первинному секторі, 2309 — в обробній промисловості, 11 353 — в галузі послуг.

## Транспорт
В місті знаходиться залізнична станція, через яку проходить залізниця, що поєднує Женеву з Лозанною. З Лозанни до Ренану також доходять тролейбуси та лінія метро М1.

## Галерея зображень

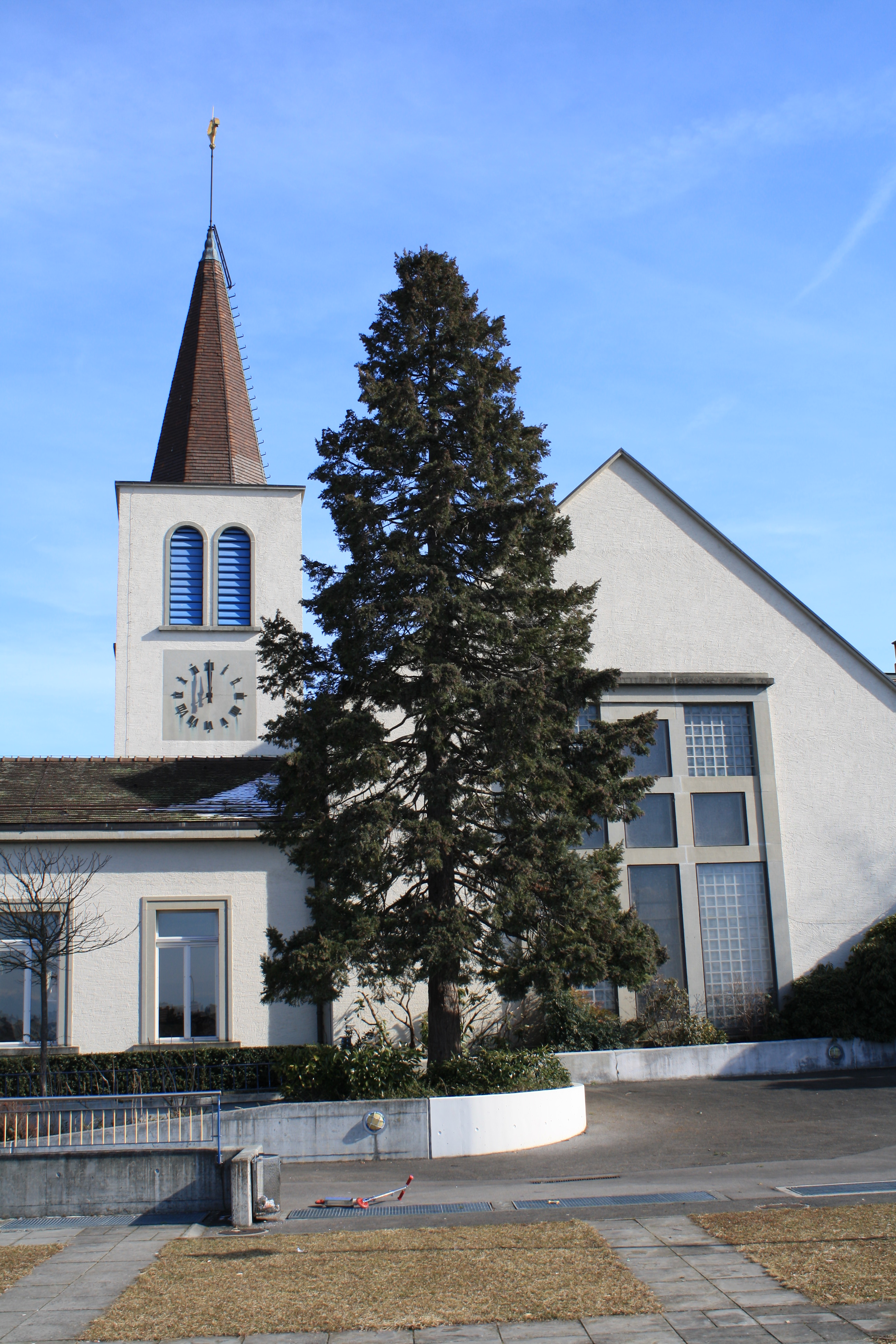
Церква в Ренані